# Jill Balcon
Jill Angela Henriette Balcon (Londres, 3 de enero de 1925- Ibídem, 18 de julio de 2009) fue una actriz británica. Hizo su debut cinematográfico en The Life and Adventures of Nicholas Nickleby (1947). Fue la segunda esposa del poeta Cecil Day-Lewis y tuvieron dos hijos juntos: Tamasin Day-Lewis, quien se convirtió en un crítico de comida y chef, y Daniel Day-Lewis, notable por su carrera actoral.

## Vida y carrera
Balcon nació en Westminster, Londres, la hija de Aileen Freda Leatherman (1904–1988) y su esposo Michael Balcon. Su familia era judía, con inmigrantes procedentes de Letonia del lado de su padre y de Polonia del lado de su madre. Balcon asistió al Roedean School.
Estudió actuación siendo su película debut, Nicholas Nickleby en 1947. El 3 de enero de 1948 apareció en el programa de radio de la BBC, Time for Verse, donde ya se había convertido en favorita por su voz
 Ese mismo día el poeta anglo-irlandés, Cecil Day-Lewis, quien era 21 años mayor que ella, también apareció en el programa. Ese año Balcon trabajó una temporada en el Bristol Old Vic.
Balcon y Day-Lewis comenzaron una relación ese año, complicada por su relación con Mary Day-Lewis, quien vivía con sus dos hijos adolescentes en Dorset, y su aventura pública con Rosamond Lehmann, una novelista quien vivía en Oxfordshire. Day-Lewis eventualmente dejó a su mujer y a su amante para estar con Balcon (aunque también le fue infiel posteriormente).
Fue activa en películas, protagonizando junto a Stewart Granger, Saraband for Dead Lovers (1948), junto a Jean Kent en Good Time Girl (1948) y The Lost People (1950).
En 1951, Balcon se casó con Day-Lewis. Su padre fue infeliz por dicho matrimonio y por el hecho de que esta relación entre Balcon y Day-Lewis había sido esgrimida como la razón del divorcio de Day-Lewis, a consecuencia de esto dejaron de hablarse. Después de su matrimonio, podía verse con su madre tan solo en secreto.
Cecil Day-Lewis y Jill Balcon mantuvieron un gran amor por la poesía y actuaron juntos en lecturas públicas. Tuvieron dos hijos: Tamasin Day-Lewis y Daniel Day-Lewis. Tras el nacimiento de sus hijos, Balcon continuó actuando pero con una agenda más ligera.
Balcon murió de un tumor cerebral el 18 de julio de 2009, a los 84 años.